# Académie de Saint-Luc
Die Académie de Saint-Luc war eine öffentliche Kunstschule in Paris, die auf Initiative der „Communauté des maîtres peintres et sculpteurs de Paris“ (kurz: maîtrise) – der Gemeinschaft der Pariser Maler- und Bildhauermeister – gegründet worden war und im 18. Jahrhundert in deren Haus auf der Île de la Cité „proche S. Denys de la Charte“ in der heutigen Rue de la Cité unweit der Pont Notre-Dame untergebracht war. Die Schule bildete seit 1391 Bildhauer, Maler und Kunsthandwerker aus. Sie wurde geschlossen, als die maîtrise im Jahr 1776 auf Anordnung des Königs aufgelöst wurde.
Der Ursprung dieser nach dem heiligen Lukas, dem Schutzpatron der Maler, benannten Schule wird zurückgeführt auf die am 12. August 1391 von dem Prévôt de Paris Jean de Folleville bestätigten Gründungsstatuten der maîtrise. Eigene Statuten ließ die Académie Saint-Luc allerdings erst am 17. November 1705 vom Parlement de Paris (oberster Gerichtshof) bestätigen, um dem steigenden Einfluss der 1648 gegründeten Académie royale de peinture et de sculpture entgegenzuwirken, die ihre eigene Schule, die „École royale de peinture et de sculpture“ unterhielt.
In Anlehnung an die drei jährlich von der maîtrise an drei Zeichenschüler der Académie Saint-Luc vergebenen Preise verlieh die Académie royale ab 1666 den von König Ludwig XIV. gestifteten Prix de Rome.
Die Académie de Saint-Luc widersetzte sich dem Anspruch der Académie royale auf eine alleinige und vollständige Beherrschung des Kunstbetriebes und die Einführung eines Kunstmonopols. So reagierte sie beispielsweise auf die von der Académie royale im Jahr 1699 wiederaufgenommene Tradition der Kunstausstellungen – die später nach ihrem Ausstellungsort, dem „Salon Carrée“ des Louvres als Salons bezeichnet wurden – indem sie in den Jahren von 1751 bis 1774 sieben eigene Kunstausstellungen organisierte.
Die erste Kunstausstellung der Akademie fand 1751 im Augustinerkloster statt, jene der Jahre 1752, 1753 und 1756 im Arsenal royal, Sitz des Großmeisters der Artillerie. Für die folgenden Ausstellungen der Jahre 1762 und 1764 wurde das Hôtel d’Aligre genutzt, die letzte fand 1774, zwei Jahre vor der Schließung der Académie im ehemaligen Hôtel Jabach in der rue Neuve-Saint-Merry statt. Es handelte sich nicht um ein Hotel, sondern um den Pariser Wohnsitz der wohlhabenden Kölner Familie Jabach.
Siehe auch: Lukasgilde

## Liste der Mitglieder der Académie de Saint-Luc (Paris)
Diese sortierbare Liste ist alphabetisch geordnet. Sie kann durch einen Klick auf die obere Zeile der Spalte nach anderen Kriterien geordnet werden. Die Liste erhebt keinen Anspruch auf Vollständigkeit. Wenn nicht anders angegeben stammen die aufgeführten Personen aus Frankreich.
| Name                           | geb. | gest.    | Beruf                                                    | Anmerkungen |
| ------------------------------ | ---- | -------- | -------------------------------------------------------- | --- |
| Charles Paul Jérôme de Bréa    | 1739 | 1820     | Pastellmaler                                             | |
| Jacques Caffiéri               | 1678 | 1755     | Bildhauer, fondeur-ciseleur (Metallgiesser und Ziseleur) | italienischer Herkunft                                                                                                 |
| Nicolas Vincent Cardon         |      |          | Bildhauer                                                | Direktor der Académie de Saint-Luc (Paris)                                                                             |
| Jean-Charles Delafosse         | 1734 | 1791     | Architekt, Ornamentist                                   | |
| Charles Eisen                  | 1720 | 1778     | Maler, Radierer, Zeichner                                | 1750 aufgenommen, Lehrer, Sohn des flämischen Malers Frans Eisen                                                       |
| Adélaïde Labille-Guiard        | 1749 | 1803     | Malerin                                                  | |
| Jean-Baptiste Lallemand        | 1716 | 1803     | Landschafts- und Genremaler                              | |
| Louis-Félix de La Rue          | 1730 | 1777     | Bildhauer, Zeichner                                      | |
| Pierre Le Brun                 |      | vor 1776 | Porträtmaler                                             | Lehrer der Académie de Saint-Luc (Paris), Vater von Jean-Baptiste Pierre Lebrun, dem Gemahl der Élisabeth Vigée-Lebrun |
| Robert Le Lorrain              | 1666 | 1743     | Maler, Bildhauer                                         | |
| Mathieu Lespagnandelle         | 1616 | 1689     | Bildhauer                                                | |
| François-Nicolas Mauperin      |      | 1806     | Porträt- und Kirchenmaler                                | |
| Jacques Oudry                  |      |          | Maler, Kunsthändler auf dem Pont Notre-Dame              | Lehrer der Académie de Saint-Luc (Paris), Vater von Jean-Baptiste Oudry                                                |
| Jean-Baptiste Oudry            | 1686 | 1755     | Maler, Radierer                                          | |
| Nicolas Raguenet               | 1715 | 1793     | Maler                                                    | schuf vornehmlich Ansichten der Stadt Paris                                                                            |
| Gabriel-Jacques de Saint-Aubin | 1724 | 1780     | Zeichner, Radierer, Maler                                | Lehrer der Académie de Saint-Luc (Paris)                                                                               |
| Joseph-Benoît Suvée            | 1743 | 1807     | Maler                                                    | Flame |
| Jean-Nicolas Vernezobre        | 1719 | 1778     | Maler                                                    | Wurde am 15. Oktober 1750 als Stillleben-Maler aufgenommen.                                                            |
| Louis Vigée                    | 1715 | 1767     | Maler                                                    | Vater der Malerin Vigée-Lebrun                                                                                         |
| Guillaume Voiriot              | 1713 | 1799     | Porträtmaler                                             | |